# Ibotirama
Ibotirama é um município brasileiro no interior do estado da Bahia, Região Nordeste do país. Situa-se na microrregião de Barra e mesorregião do Vale São-Franciscano da Bahia localizando-se a uma distância de 652 quilômetros a oeste da capital estadual, Salvador. Ocupa uma área de aproximadamente 1 740,087 quilômetros e sua população era estimatida em 27 670 habitantes em 2024, segundo o Instituto Brasileiro de Geografia e Estatística, sendo então o 109º mais populoso do estado.
Formada a partir de fazendas de gado do período colonial, Ibotirama foi fundada como arraial em 1732. Se desenvolveu dentro do território do município de Paratinga e foi a última cidade a se emancipar de sua anterior filiação. Desde que se tornou independente, em 1958, desenvolveu-se em áreas como comércio e turismo. Em termos rodoviários, é servida pelas rodovias BA-160 e BR-242. Localiza-se a 253 km de Barreiras, que é principal cidade da região oeste da Bahia.
Ibotirama conta com um Fórum de Justiça que comporta duas Varas -  Vara Cível e Vara Criminal.

## Etimologia
O nome Ibotirama, escolhido para batizar a cidade, é uma adaptação de origem tupi ao antigo nome do município ainda como distrito, Jardinópolis, por meio do Decreto Estadual nº 141, de 31 de dezembro de 1943. O nome consiste na junção dos vocábulos indígenas mbotyra ("flor") e rama ("terra, região").

## História
Apesar de relatos e registros de presença portuguesa ao longo dos séculos XVI e XVII no território que, hoje, compreende a cidade, o processo de colonização iniciou com exploração das terras capitaneado pelo latifundiário Antônio Guedes de Brito que recebeu, por sesmarias, terras tornando-se o segundo maior latifúndio do Brasil Colônia. Brito, conhecido pelo desbravamento, foi também reconhecido pela extinção de grande parte da população indígena por meio de armas. Os indígenas restantes foram escravizados.
Mais tarde, após sua morte, sua neta D. Joana da Silva Caldeira Pimentel Guedes de Brito tornou-se proprietária de várias fazendas herdadas pela família. Entre as propriedades de Joana, existia a Fazenda Bom Jardim, de onde surgiu o arraial de Bom Jardim. Era um dos pontos de passagem de boiadeiros e tropeiros que faziam a travessia do Rio São Francisco. Ali, encontravam um lugar para descansar, pois a fazenda localizava-se à margem esquerda do rio.
Seu comércio e transporte fluvial se dava com várias regiões próximas. Além disso, a comunicação e interação entre parte da população de viajantes de Bom Jardim, Santo Antônio do Urubu de Cima e Santuário do Bom Jesus da Lapa, era fundamental no desenvolvimento e povoamento da região, através de rotas terrestres. No ano de 1732, em documento de mapemento feito por Joaquim Quaresma Delgado, era mencionada a existência da fazenda.
Até o século XX, o crescimento de Bom Jardim foi lento, e seu território fez parte de Paratinga. Na divisão administrativa que data de 1911, era considerado distrito do município. Em 1938, o nome de Bom Jardim foi mudado para Jardinópolis, topônimo que permaneceu até 1943, quando passou a se chamar Ibotirama.
Conforme dados do Censo do Instituto Brasileiro de Geografia e Estatística feito em 1950, Ibotirama possuía destaque no território paratinguense, sendo que seu aglomerado urbano era equivalente à mais de 2 mil pessoas, valor que equivalia à metade da população urbana de Paratinga. Com isso, em 14 de agosto de 1958, a Lei nº 1029 determinou a criação do município de Ibotirama, com a inclusão do distrito de Boa Vista do Lagamar. Deraldino Lino de Souza, primeiro prefeito eleito da cidade em 1959, não chegou a exercer o cargo por ter morrido dias após a votação. Com isso, o primeiro chefe municipal a exercer o cargo foi Raulindo Araujo de Souza, o então presidente da Câmara dos Vereadores.
Na história recente do município há o registro de reassentamento de comunidades indígenas, tuxás, da região Rodelas - Ba. Essas comunidades foram deslocadas em virtude do alagamento da região na ocasião da construção da barragem de Itaparica, atualmente chamada de UHE Luiz Gonzaga. O povo Tuxá foi dividido, deslocado e reassentado em dois municípios brasileiros Ibotirama/BA e Inajá/PE.

## Geografia

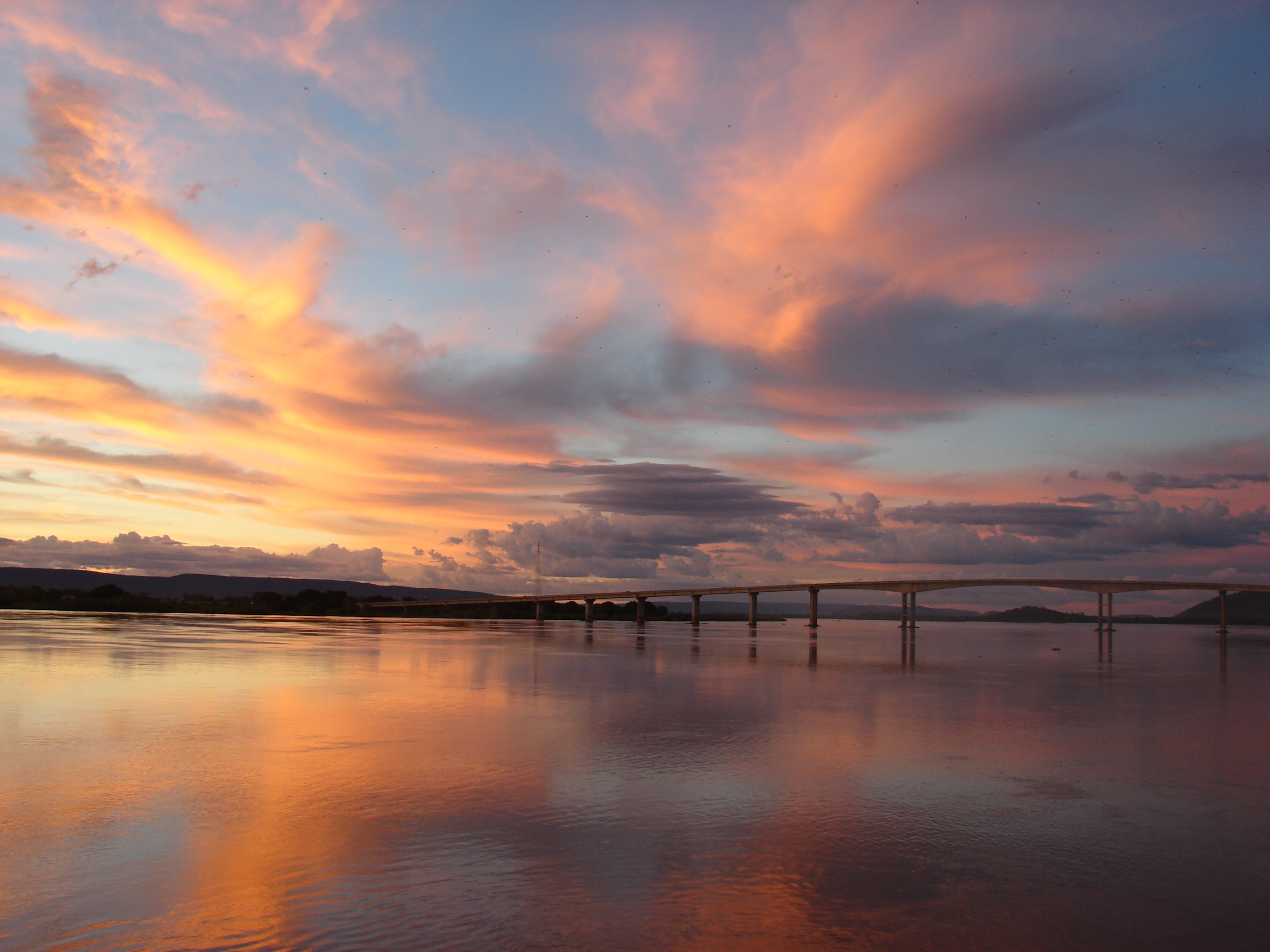
Rio São Francisco em Ibotirama

Localiza-se a uma latitude 12º11'06'' Sul e a uma longitude 43º13'15'' Oeste, estando a uma altitude de 419 metros. Situada na margem direita do rio São Francisco, é cortada pela BR-242, que liga Salvador (BA) a Brasília (DF). Possui uma área de 1 391,23 quilômetros quadrados. Ibotirama faz divisas com Muquém do São Francisco, Oliveira dos Brejinhos, Paratinga. O Município de Ibotirama é banhado pelo rio São Francisco, que serve também de divisa da cidade e o município de Muquém do São Francisco.
Segundo dados da estação meteorológica automática do Instituto Nacional de Meteorologia (INMET) de Ibotirama, em operação desde 28 de abril de 2008, a menor temperatura registrada foi de 11,3 °C em 16 de junho de 2008 e a maior alcançou 42,9 °C em 8 de outubro de 2020. O maior acumulado de chuva em 24 horas chegou a 133,4 mm em 29 de novembro de 2022, seguido por 112 mm em 18 de novembro de 2014 e 109,6 mm em 26 de janeiro de 2024.
| Dados climatológicos para Ibotirama | Dados climatológicos para Ibotirama | Dados climatológicos para Ibotirama | Dados climatológicos para Ibotirama | Dados climatológicos para Ibotirama | Dados climatológicos para Ibotirama | Dados climatológicos para Ibotirama | Dados climatológicos para Ibotirama | Dados climatológicos para Ibotirama | Dados climatológicos para Ibotirama | Dados climatológicos para Ibotirama | Dados climatológicos para Ibotirama | Dados climatológicos para Ibotirama | Dados climatológicos para Ibotirama |
| Mês                                 | Jan                                 | Fev                                 | Mar                                 | Abr                                 | Mai                                 | Jun                                 | Jul                                 | Ago                                 | Set                                 | Out                                 | Nov                                 | Dez                                 | Ano                                 |
| ----------------------------------- | ----------------------------------- | ----------------------------------- | ----------------------------------- | ----------------------------------- | ----------------------------------- | ----------------------------------- | ----------------------------------- | ----------------------------------- | ----------------------------------- | ----------------------------------- | ----------------------------------- | ----------------------------------- | ----------------------------------- |
| Temperatura máxima recorde (°C)     | 39,6                                | 39,8                                | 40,8                                | 39                                  | 38,5                                | 38                                  | 37,2                                | 39,4                                | 41,7                                | 42,9                                | 42,4                                | 41                                  | 42,9                                |
| Temperatura mínima recorde (°C)     | 17,5                                | 18,2                                | 17,2                                | 15,5                                | 14                                  | 11,3                                | 12,1                                | 12,7                                | 14                                  | 17,1                                | 17,2                                | 17,1                                | 11,3                                |
| Fonte: INMET (28/04/2008-presente)  |                                     |                                     |                                     |                                     |                                     |                                     |                                     |                                     |                                     |                                     |                                     |                                     |                                     |

### Demografia
A população do Município é bastante heterogênea, possuindo uma população estimada no ano de 2021 em 27 076 habitantes.

## Economia
A economia do Município se baseia em setores primários (agricultura e pesca) e terciários (comércio e serviços).

### Comércio
Ibotirama possui um comércio bastante diversificado. Nos últimos anos, vem atraindo grandes redes de varejo do Brasil, como Paraíba, Casas Freire, Rede Smart, entre outras.

### Turismo
Apesar disso a cidade possui praças e avenidas arborizadas. Ficando conhecida na região pelo seu lindo por do sol sobre a ponte do rio São Francisco. Alguns pontos turísticos do município:
- Reserva particular do patrimônio nacional
- Boqueirão do Oco
- Poços do Mocó, Caatinguinha, Canoão, Perigo, Saltador
- Gruta da Vereda

## Estrutura urbana
Ibotirama é uma cidade bastante estruturada. A maioria dos bairros possuem pavimentação.

### Educação
Ensino superior
- Faculdade de Tecnologia e Ciências (FTC)
- Ensino a Distância - EaD
  - UNEB
  - Universidade Norte do Paraná (Unopar)
  - Unicesumar

Ensino fundamental
Ensino médio técnico
Centro Territorial de Educação Profissional do Velho Chico (CETEP VELHO CHICO) - escola pública estadual
Ensino médio regular
- Colégio Estadual Marechal Castelo Branco - escola pública estadual

### Segurança, violência e criminalidade
Existe em Ibotirama a 28ª Companhia Independente de Polícia Militar (28ª CIPM), CORPIN (Coordenadoria de Polícia Civil do Interior) e CIPE/CERRADO (CIAC). Possuindo também a RENATRAN que desenvolve o serviço de fiscalização e já utiliza de notificações para doutrinar o trânsito municipal. A 28ª CIPM é atualmente comandada por um Major PM, sediada na avenida principal da cidade, a CIPM utiliza das modalidades de Policiamento Motorizado, Motopatulhamento e Policiamento Ostensivo a Pé, na defesa da comudidade Ibotiramense podendo contar ainda com PETO (Pelotão Especial tatico Operacional).
A Polícia Judiciária é a 24ª COORPIN (Coordenadoria de Polícia do Interior) e é sediada em Bom Jesus da Lapa com Delegacias Territoriais em Ibotirama, Paratinga, Muquém do São Francisco, Oliveira dos Brejinhos, Riacho de Santana, Boquira, Morpará, Brejolândia, Macaúbas, Ibipitanga, Carinhanha, Serra do Ramalho, Sítio do Mato, Feira da Mata, Santa Maria da Vitória.

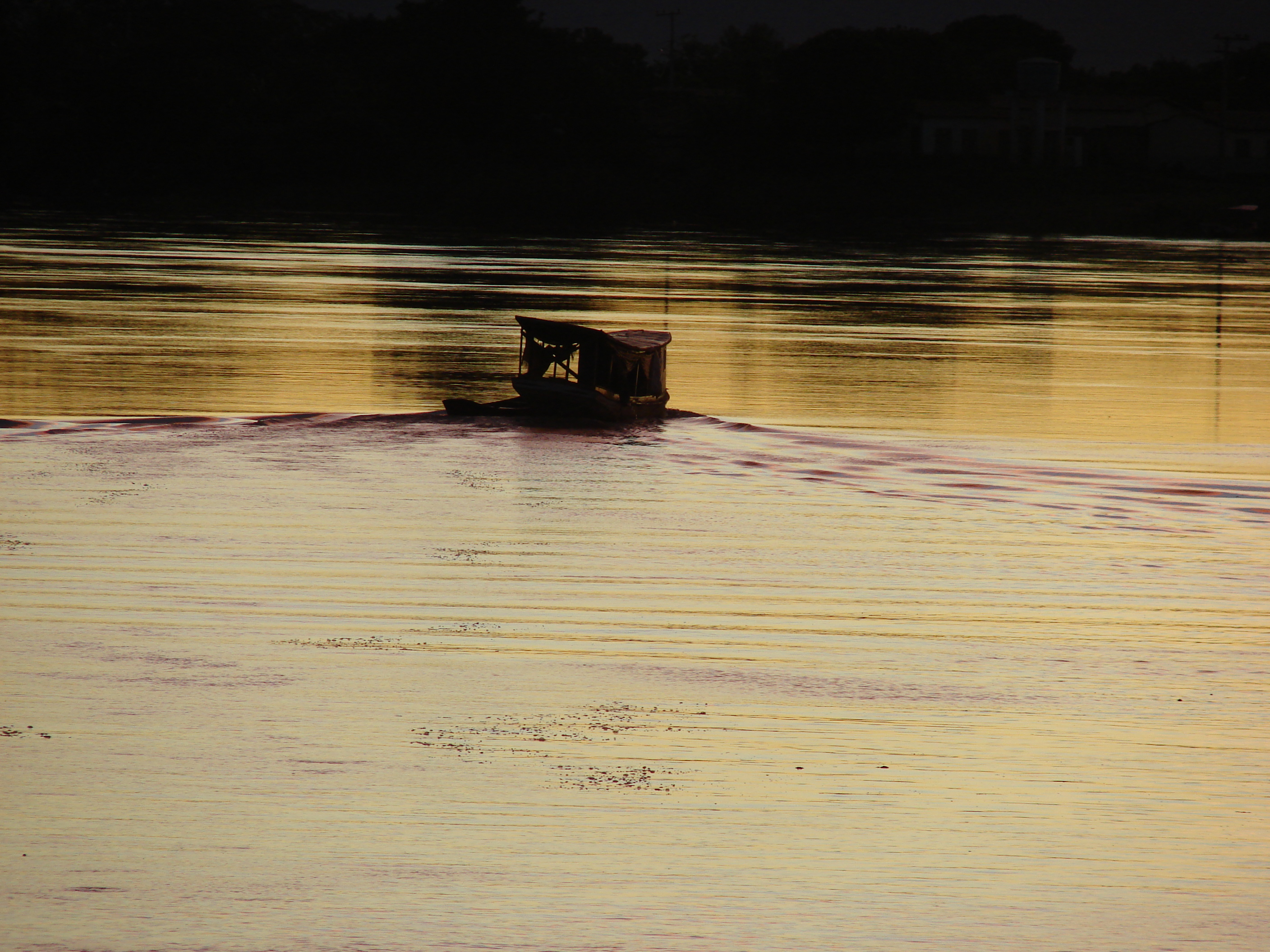
Barcarola do rio São Francisco

### Transporte
- Aéreo (Aeroporto situado em Barreiras): a partir de Salvador e Brasília, existem voos diários para Barreiras (é o aeroporto comercial mais próximo de Ibotirama). No aeroporto, alugam-se carros.
- Rodoviário: saindo de Salvador de carro, via BR-324, pegar a BR-116 e a partir da ponte sobre o Rio Paraguaçu, a BR-242.
  - Ônibus: existem ônibus comerciais diariamente para Ibotirama. Há também outras opções de ônibus que vão para Barreiras, Brasília e Goiânia. Algumas empresas que atuam no município: Expresso Guanabara, Viação Itapemirim e Emtram.

## Cultura
No mês de agosto, acontece o Ibotifolia, micareta ou carnaval fora de época realizado durante as comemorações do aniversário de emancipação política do município, ocorrida em 14 de agosto de 1958. O Ibotifolia é caracterizado por reunir bandas e cantores locais (especialmente Axé, forró e pagode) e de expressão nacional, atraindo turistas das cidades próximas e de antigos moradores que sempre retornam para participar dela.
No mesmo período, acontecem também o Festival de Música Popular de Ibotirama (FEMPI) e o Festival de Poesia de Ibotirama (FEPI), em que se apresentam compositores e poetas locais e também atrai artistas de outros municípios e estados. O FEMPI acontece oficialmente desde 1976, tendo, portanto, mais de trinta anos de história. O FEPI segue a tradição, com dez anos a menos que o festival de música.
Destacam-se ainda as seguintes manifestações culturais que ocorrem no Município:
- Festa dos Santos Reis;[20]
- Festa de Nossa Senhora da Guia;[20]
- Festa de São João;[20]
- Festa de São Pedro;[20]
- Dança do Toré, evento litúrgico-cultural indígena realizado na Aldeia Tuxá, terra indígena em que reside o povo Tuxá;[20]
- Roda de São Gonçalo.[20]

### Esportes
O esporte mais popular no município é o futebol, contudo, inexistem clubes de futebol profissional sediados na municipalidade. Todavia, as atividades de futebol amador são gerenciadas pela Liga Esportiva Ibotiramense (LEI), entidade fundada em 18 de outubro de 1979 e filiada à Federação Baiana de Futebol. A LEI organiza o campeonato ibotiramense de futebol e a seleção municipal de Ibotirama, a qual participa do Campeonato Baiano Intermunicipal de Futebol e da Copa Oeste de Seleções.
A principal praça esportiva do município é a Arena Poliesportiva Quinteirão, também conhecida como Arena Poliesportiva de Ibotirama ou Estádio Municipal Quinteirão, estádio pertencente à Prefeitura Municipal de Ibotirama.
Além do futebol, outras práticas desportivas são praticadas no município com destaque para os esportes aquáticos realizados no Rio São Francisco, como uma das etapas do Campeonato Baiano de Canoagem que ocorrem no trecho do rio situado no município.

### Feriados municipais
São feriados especificamente municipais em Ibotirama:
- Dia de São Sebastião em 20 de janeiro;[26]
- Aniversário da Cidade em 14 de agosto.[26]